# Вільхівці (футбольний клуб, Закарпатська область)

Колишня емблема клубу

Футбольний клуб «Вільхівці» — український професійний футбольний клуб з однойменного села Тячівського району Закарпатської області, заснований у 1969 році. Виступає у Чемпіонат України з футболу: друга ліга. Домашні матчі приймає на стадіоні «Вільхівці».

## Досягнення
- Чемпіонат Закарпатської області
  - Бронзовий призер: 2019
- Кубок Закарпатської області
  - Фіналіст: 2018
- Суперкубок Закарпатської області
  - Фіналіст: 2018.

## Склад команди
Станом на 3 квітня 2025  року відповідно до офіційної заявки на сайті ПФЛ
| №  | Поз. | Нац.    | Гравець            |
| -- | ---- | ------- | ------------------ |
| 1  | ВР   | Україна | Давид Гумметов     |
| 71 | ВР   | Україна | Михайло Абрамов    |
| 97 | ВР   | Україна | Олександр Кіктенко |
| 6  | ЗХ   | Україна | Данило Басовський  |
| 8  | ЗХ   | Україна | Андрій Гаврилюк    |
| 12 | ЗХ   | Україна | Данііл Вапняр      |
| 15 | ЗХ   | Україна | Владислав Бабков   |
| 16 | ЗХ   | Україна | Єгор Базаров       |
| 20 | ЗХ   | Україна | Анатолій Ульянов   |
| 23 | ЗХ   | Україна | Дмитро Нємчанінов  |
| 33 | ЗХ   | Україна | Володимир Грачов   |
| 9  | ПЗ   | Україна | Василь Дебич       |

| №  | Поз. | Нац.    | Гравець                     |
| -- | ---- | ------- | --------------------------- |
| 10 | ПЗ   | Україна | Олександр Глагола (капітан) |
| 14 | ПЗ   | Україна | Едуард Тарасов              |
| 21 | ПЗ   | Україна | Роман Горенко               |
| 22 | ПЗ   | Україна | Артем Андріца               |
| 24 | ПЗ   | Україна | Владислав Фундук            |
| 70 | ПЗ   | Україна | Роман Семенюк               |
| 77 | ПЗ   | Україна | Кирило Тимошенко            |
| 88 | ПЗ   | Україна | Ігор Вагін                  |
| 92 | ПЗ   | Україна | Сергій Панасенко            |
| 7  | НП   | Україна | Іван Куцин                  |
| 22 | НП   | Україна | Володимир Тилінський        |
| 99 | НП   | Україна | Михайло Шестаков            |

## Статистика виступів
| Сезон   | Ліга      | М      | І  | В | Н | П | ГЗ | ГП | О  | Кубок України | Примітка |
| ------- | --------- | ------ | -- | - | - | - | -- | -- | -- | ------------- | -------- |
| 2024/25 | Друга «А» | 7 з 10 | 18 | 5 | 4 | 9 | 20 | 29 | 19 | 1/64 фіналу   |          |